# Klemm Kl 35
Klemm Kl 35 is een Duits les- en sportvliegtuig gebouwd door Klemm. De Kl 35 vloog voor het eerst in 1935. De Kl 35 is een verdere ontwikkeling op de Kl 25. Overeenkomsten met de Kl 25 waren onder andere dat ze beide 1-motorige laagdekkers waren en “gebroken” vleugels hadden.
Een Kl 35 die volledig geschikt was gemaakt voor aerobatics werd voor het eerst op de internationale vliegshow in Milaan getoond in 1935 en vond al gauw veel civiele kopers. Naast civiele kopers kochten ook luchtmachten de Kl 35, waaronder Roemenië, Hongarije en Zweden. Plannen om het toestel ook in licentie in het buitenland, Moravan in bezet Tsjecho-Slowakije niet meegerekend, gingen uiteindelijk niet door.

## Ontwikkeling
De Kl 35 werd in 1934 ontworpen onder leiding van ingenieur Friedrich Fecher. Het project werd gefinancierd door het Reichsluftfahrtministerium, het Duitse ministerie voor de luchtvaart. De zogenaamde Gemischtbauweise werd gebruikt; metaal voor de romp, hout voor de vleugels en staart en kleine hoeveelheden van lichte metaallegeringen voor voeringen. Deze bouwmethode was bij het RLM rond die tijd de favoriete bouwmethode, vanwege de beschikbaarheid van de benodigde grondstoffen.

## Productie
De resultaten van testvluchten zullen bevredigend zijn geweest, want in juli 1936, werden 23 stuks besteld die tussen juli en september 1937 afgeleverd zouden moeten worden, waardoor de productie tot drie stuks per maand zou moeten stijgen. In die tijd werden bij Klemm Focke-Wulf Fw 44’s in licentie geproduceerd.
Tegen die tijd was de RLM al op zoek naar een onderaannemer om de Kl 35A in licentie te bouwen. Dit werd Fieseler die op dat moment al de Heinkel He 72 en Focke-Wulf Fw 58 in licentie bouwde, naast de eigen Fi 156 Storch, in de fabriek in Kassel.
Verdere orders, tot een totaal van 1 386 stuks, volgden. Een nieuwere versie kwam van de ontwerptafel, de Kl 35B, deze had een nieuwe motor.
De licentie productie stopte in november 1939 bij Fieseler, na 365 stuks te hebben gebouwd, waarop de productie werd voortgezet bij het toenmalige Zlín, nu bekend als Moravan, in het door Duitsland bezette deel van Tsjecho-Slowakije. In Tsjecho-Slowakije stonden de Kl 35’s bekend als C-1.
De productie stopte in mei 1943 toen er in totaal 1 302 toestellen voor de Luftwaffe waren geproduceerd. Zo’n 700 stuks zouden er voor de civiele markt geproduceerd moeten zijn als de gegevens kloppen dat er meer dan 2 000 stuks zijn gebouwd, maar wordt in het algemeen niet gedragen.

## Versies
- Kl 35a: Eerste prototype, uitgerust met een Hirth HM 60R motor, 60 kW (80 pk)
- Kl 35b: Tweede prototype.
- Kl 35B: Originele productieversie, uitgerust met een Hirth HM 60R motor, 60 kW (80 pk)
- Kl 35BW: Watervliegtuig versie.
- Kl 35D: Verbeterde versie, uitgerust met een driewielig landingsgestel.
- Kl 106: Versie van de Kl 35D, uitgerust met Hirth HM 500-motor, bedoeld voor licentieproductie in de Verenigde Staten.

## Specificaties (Kl 35D)
- Bemanning: 1 à 2, de piloot/leerling en een instructeur
- Capaciteit: 1 passagier
- Lengte: 7,50 m
- Spanwijdte: 10,40 m
- Hoogte: 2,05 m
- Vleugeloppervlak: 15,20 m²
- Leeggewicht: 460 kg
- Maximum startgewicht: 750 kg
- Motor: 1× Hirth HM 60R viercilinder lijnmotor, 60 kW (80 pk)
- Maximumsnelheid: 212 km/h
- Kruissnelheid: 190 km/h
- Vliegbereik: 665 km
- Plafond: 4 350 m

## Gebruikers
- Duitsland
- Hongarije
- Litouwen
- Roemenië
- Slowakije
- Tsjecho-Slowakije
- Zweden – 78 Kl 35’s, waarvan op z’n minst vijf Kl 35BW’s, die lokaal bekendstaan als Sk 15.